# Joual
Pour l’article ayant un titre homophone, voir Joualle.
Le joual (cheval en français standard) est un sociolecte du français québécois. Il se caractérise par des traits lexicaux, phonétiques et syntaxiques marquant un écart avec le français standard.
Le joual ne désigne pas le parler français des Québécois (lui-même comprenant ses propres régionalismes ainsi que plusieurs niveaux de langue), mais d'une de ses variétés faite d'un mélange de parler populaire, d'archaïsmes et d'anglicismes.
Généralement perçu de manière négative, le joual a été un objet de polémique durant la Révolution tranquille. L'évolution du contexte sociopolitique de la période a vu se former deux camps opposés à son sujet, les uns le condamnant comme une forme dégradée de la langue française parlée et écrite (symbolisant les tares sociales ou intellectuelles de la société), les autres le revendiquant comme un symbole de provocation, de révolte populaire, voire d'identité nationale.

## Histoire du joual

### Nouvelle-France
Le français d'Amérique commence à prendre forme avant même la colonisation par les Européens. Les premiers locuteurs, des pêcheurs bretons, normands et basques, étaient présents dès le XVIe siècle dans les eaux nord-américaines. En revenant dans leur patrie, ces pêcheurs avaient ramené avec eux de nouveaux mots pour nommer la réalité de ce continent alors inconnu. C'est ainsi par exemple qu'ils avaient fait connaître à leurs compatriotes le mot « orignal », désignant un élan d’Amérique.
La majorité des colons de la Nouvelle-France sont issus de classes moyennes et élevées des régions composant l’espace d’oïl , ayant amené leurs langues en Amérique. En effet, aux XVIIe et XVIIIe siècles, la France est encore marquée par de profondes divisions linguistiques. Cependant, à partir de 1665, l’arrivée des Filles du roi favorise la transmission d’un français moins marqué par les différences régionales. La grande majorité de ces Filles du roi provenant de la région urbaine de Paris, à la même époque où Paris commençait à étendre sa domination linguistique dans les régions avoisinantes, leur arrivée a permis d'homogénéiser la langue parlée en Nouvelle-France, même si plusieurs caractéristiques régionales seront conservées au fil du temps. Ces caractéristiques régionales seront ensuite progressivement dédialectalisées.

### Conquête britannique
La Conquête de 1763 provoque une rupture dans les contacts entre Canadiens et Français. Le régime anglais se mettant en place à partir de cette date a pour conséquence d'enlever toute valeur juridique au français dans la colonie d'Amérique. Ensuite, après la signature du Traité de Paris en 1783 mettant fin à la guerre d’indépendance américaine, plus de 100 000 loyalistes fidèles à la couronne britannique décident de quitter les États-Unis pour s'établir ailleurs. Sur ce nombre, près de 9 000 choisissent de s’installer dans la Province of Quebec, sur le territoire actuel de l’Ontario. Cette migration mène à la formation d'une nouvelle minorité anglophone au sein d'une société majoritairement francophone, puis à une cohabitation plus étroite entre leurs deux langues.
À la suite de la Conquête, les élites françaises de la Nouvelle-France retournent également en Europe. Ces élites étaient le dernier maillon avec la France et un français jugé « bon ». Après leur départ, un décalage commence à apparaître entre la langue des élites françaises et celle de la population restée dans la colonie. En Nouvelle-France persiste le français d’avant la Révolution française, où la norme était le parler de la cour. Grammaticalement parlant, ce français conserve des usages anciens, telle que la forme de pluriel ans, tandis que le français hexagonal emploie la forme ants (enfans → enfants), ainsi que le oi plutôt que le ai dans les verbes (avoit → avait). Plusieurs conservatismes (patates, brunante, broue) et régionalismes (carreautés) sont également conservés. De plus, la fragilisation des institutions scolaires à la suite du départ des élites françaises entraîne un retard important dans le processus d’alphabétisation de la population canadienne-française (ce taux se situant environ à 15,4 %). Le pourcentage d’alphabétisation demeurera plus important en zone urbaine qu’en zone rurale, la première étant majoritairement anglophone et la seconde majoritairement francophone. La domination de la langue anglaise dans toutes les sphères de décision de l'ancienne colonie font en sorte que les anglicismes déferlent dans les écrits, reflétant également la situation de la langue orale.
Du côté de la France, après la Révolution française, la bourgeoisie montante cherche de nouveaux modèles linguistiques en accord avec le nouvel ordre social qu'elle cherche à créer. Ceci contribue à creuser davantage l’écart avec le français canadien. Cet écart s'observe dans la prononciation favorisée par l’élite parisienne – [wa] plutôt que [we], passant ainsi de moé à moi et de vouér à voir. Des nobles et des religieux fuyant la Révolution viennent s’installer au Canada en privilégiant également les modèles de l’Ancien Régime, y compris le français de cette période, ce qui contribue aussi à accentuer l'écart entre les deux variétés de français. 

### 19esiècle
L'Acte d’Union de 1840 réunit le Haut-Canada et le Bas-Canada en une seule colonie. Le but préconisé par les autorités britanniques étant d’assimiler les francophones aux anglophones dans la colonie, l’article 41 de l’Acte d’Union stipule alors que l’anglais est la seule langue officielle. Toutefois, la place des Canadiens français au sein des institutions préoccupe la population et la question du français revient rapidement au cœur des débats politiques. L’article 41 se fait finalement abroger en 1849 sur la demande de Louis-Joseph Papineau. Toutefois, les Canadiens français continuent d'être perçus négativement par rapport aux Canadiens anglais. Cette perception persistera après la Confédération de 1867, inspirant même au premier ministre Wilfrid Laurier l'expression mémorable : « Les Canadiens français n’ont pas d’opinions, ils n’ont que des sentiments ».
Après la signature de l’Acte de l’Amérique du Nord britannique (AANB) en 1867, les parlements et les tribunaux du Canada deviennent officiellement bilingues. Les francophones, désormais minoritaires au Canada, conservent un État où ils demeurent majoritaires : le Québec. Dès lors, l’Église joue un rôle déterminant dans l'essor de la langue française. Ce rôle s'affirme particulièrement dans le domaine de l’éducation. Les sermons du dimanche prononcés par les curés sont pour des milliers de personnes analphabètes ou peu scolarisées la seule occasion d’être en contact avec un français écrit standard oralisé. Petit à petit, la religion et la langue deviennent les piliers d'une nouvelle forme de conscience nationale. Ils deviennent l'expression de la « survivance », forme de nationalisme culturel ancré dans les traditions et les coutumes héritées des colons de la Nouvelle-France, qui sera la forme prédominante de l'identité collective au Québec. Reprise par les élites, cette survivance accorde une place prépondérante à la langue française, cristallisée par l’adage : « la foi gardienne de la langue, la langue gardienne de la foi » – autrement dit, la langue de la bonne vertu catholique.
Le français s'oppose ainsi à l’anglais, perçu comme l’expression d'un capitalisme perfide et décadent. Toutefois, dans le reste du Canada et aux États-Unis, la population anglophone perçoit plutôt la langue parlée au Canada français comme un patois (French Canadian Patois), par rapport au français parisien, seul « vrai » français. Cette perception a pour effet de cautionner une image négative des Canadiens français, voulant que leur mauvais français parlé serait la preuve qu'ils seraient un peuple d'illettrés et de seconde classe. Cette mauvaise perception contribuera à alimenter l'image folklorique et caricaturale du français du Québec et de sa société dans l'Amérique anglaise.

#### Apparition du mouvement glossairiste
En réaction à cette image négative, un mouvement glossairiste apparaît au Québec. Son but est de promouvoir la qualité de la langue non pas en corrigeant les anglicismes, mais en cherchant à discréditer toutes les différences entre la langue des Québécois et celle des Français, notamment les mots et les expressions héritées de l’ancienne métropole, désormais tombées en désuétude. Des membres de ce mouvement comme Oscar Dunn, à partir de 1880, s’opposent à l’influence de l’anglais, tout en voulant conserver une certaine autonomie linguistique canadienne-française par le maintien de certains particularismes. Cet important changement de perspective se trouvera peu à peu dans d’autres dictionnaires canadiens publiés au tournant du siècle.
En même temps, durant la seconde moitié du XIXe siècle, le Québec connait une période de transformation rapide, marquée par l'industrialisation, l'urbanisation, la migration transcontinentale et l'influence grandissante des États-Unis. Le développement des industries du bois, du minerai de fer et de l’eau amènent une transformation économique se répercutant sur les entreprises et les sociétés. Même si la crise économique des années 1870 mène à une importante émigration de Québécois vers les États-Unis, notamment vers les villes industrielles de la Nouvelle-Angleterre, durant cette période, on assiste à un exode de la main-d’œuvre des campagnes vers les villes, faisant passer la population urbaine de 15 % à 36 % entre 1850 et 1900. Montréal, en particulier, déclasse la ville de Québec comme principal centre industriel. Cet essor économique s'accompagne de vagues d'immigrants qui s'installent dans un milieu majoritairement francophone. Paradoxalement, bien qu'ils soient majoritaires, les francophones continuent de baigner dans un environnement où la langue anglaise prédomine. La population ouvrière travaille dans les grandes industries possédées par des anglophones qui amènent avec eux leur vocabulaire technique anglais, notamment dans le domaine automobile. Tandis que les anglicismes se répandent dans la langue quotidienne des ouvriers, le français conserve un certain usage dans le vocabulaire courant, familier, non technique et dans sa syntaxe,.
L’influence des États-Unis se fait aussi de plus en plus sentir au Québec durant cette période. Les échanges transfrontaliers se multiplient, diffusant par la même occasion les idées, les innovations et la culture américaine dans la société québécoise. La société de consommation qui émerge au début du XXe siècle montre et nomme tout un univers en anglais, à travers le cinéma, la télévision et les médias. Si le retour des Québécois ayant émigré aux États-Unis contribue aussi à transmettre l’influence étatsunienne au Québec, l’influence de l’anglais exercée sur la langue des Québécois est le résultat net d’une domination anglo-saxonne entamée depuis les tout premiers instants de la Conquête de 1760,.

### 20esiècle

#### Société du parler français au Canada (1902-1962)
Lors de sa fondation le 18 février 1902, sous les auspices de l’Université Laval, la Société du parler français au Canada (SPFC) entreprend immédiatement des enquêtes géolinguistiques au Québec. Les résultats de ces enquêtes sont publiés sous diverses formes, notamment dans des publications comme le mensuel Le Parler français (devenu Le Canada français en 1918), les Études sur les parlers de France au Canada (1914), le Glossaire du parler français au Canada (1930), et le Dictionnaire général de la langue française au Canada (1957). Ces études sont considérées comme les premières enquêtes à avoir été menées sur l'usage du français au Québec. La SPFC a une influence majeure sur le développement des études sur la langue française au Canada, visant à revaloriser le français canadien et ses particularismes, en mettant l’accent sur le parler populaire plutôt que sur la langue écrite. En 1923, la Société du bon parler français (SBPF) est fondée pour contrer les effets de l’urbanisation et de la modernisation sur la langue des Canadiens français. Dirigée par Jules Massé, la SBPF produit des émissions de radio et de la documentation permettant d'aborder le vocabulaire de la vie courante (par exemple dans le monde de l’automobile),.
La Société du parler français au Canada se fait surtout connaître par la publication de son Glossaire. Rédigé par plusieurs collaborateurs et encadré par un comité d’étude, le Glossaire marque une étape importante dans le développement de la lexicographie québécoise. Publié à partir de 1930, il offre une vision scientifique de la langue et ouvre la voie à de futures recherches. Malgré ses chiffres de vente relativement modestes, le Glossaire est bien accueilli par la presse dès sa première parution. Sans être représentatif de l'ensemble de la situation du français canadien, le Glossaire est devenu une référence reconnue, influençant de nombreux dictionnaires publiés par la suite, dont le Dictionnaire général de la langue française au Canada de Louis-Alexandre Bélisle, le Dictionnaire de la langue québécoise de Léandre Bergeron et le Dictionnaire des canadianismes de Gaston Dulong. Le Glossaire témoigne de la langue populaire parlée au Canada français au début du XXe siècle, en particulier dans les régions rurales, jouant un rôle majeur dans le développement de l’étude des particularismes lexicaux du français canadien.

#### Influence française
Malgré la forte influence de la culture anglo-américaine, la culture française continue à maintenir une présence dans la culture populaire québécoise. Par exemple, dans le domaine du cinéma, l'agence France-Film est créée en 1930 afin de distribuer des films français au Québec. Des pièces de théâtre du répertoire européen, notamment à la station CBF, sont également diffusées à la radio dès la fin des années 1930. Dans le domaine de la chanson, le groupe français les Compagnons de la chanson fait plusieurs tournées au Québec à partir des années 1940. Après la Seconde Guerre mondiale, de nombreux immigrants européens francophones viendront s'installer au Québec pour œuvrer dans le milieu médiatique et culturel.

### Grande noirceur

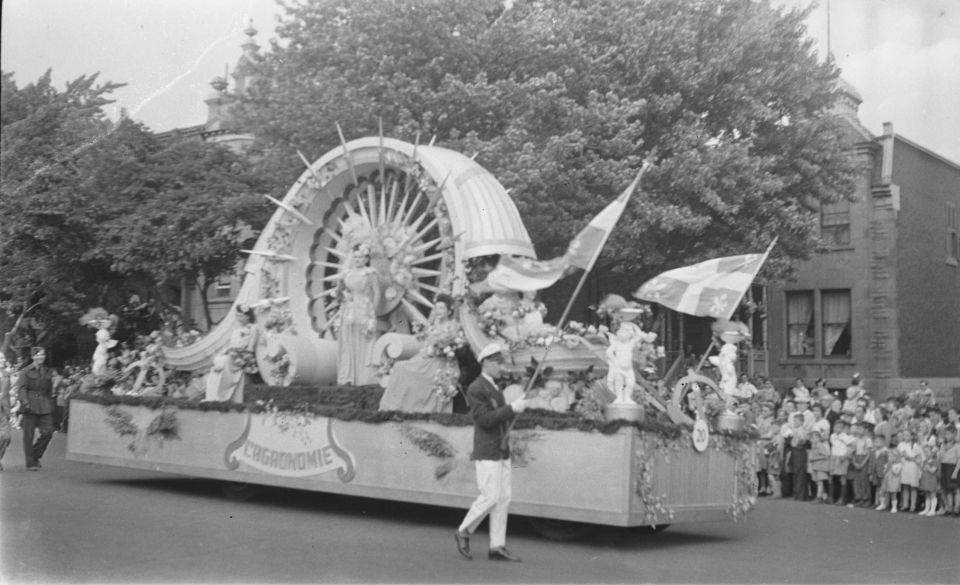
Défilé de la Saint-Jean-Baptiste à Montréal, en 1946.

À partir des années 1940, un nouveau discours critique à l'égard des valeurs traditionnelles commence à prendre racine au Québec. Un nombre croissant de journalistes, d'intellectuels et de jeunes étudiants se reconnaissent de moins en moins dans le discours de leurs élites, valorisant le nationalisme de survivance, les traditions ainsi qu'un certain conservatisme. Influencés par les penseurs personnalistes, existentialistes et humanistes européens, recentrant la société sur la personne individuelle plutôt que sur la famille ou la paroisse, la conception traditionnelle de la société héritée des élites semblait déconnectée de la réalité observable dans la société canadienne-française.

En effet, malgré la grande prospérité d'après-guerre qui déferle sur l'Amérique, les Canadiens français demeurent marginalisés au sein de leur propre société. Les grandes entreprises installées au Québec sont en majorité des succursales américaines. La langue employée dans ces milieux de travail est majoritairement l'anglais. Malgré des progrès relevés dans le niveau de scolarisation des Canadiens français, à compétences égales, les Canadiens anglais continuent à occuper la majorité des postes dans les directions d'entreprises, dans le milieu de la finance, dans le milieu de la recherche scientifique et dans la fonction publique fédérale. Dans les domaines de la santé et de l'éducation, l'Église catholique, autrefois perçue comme la gardienne de la culture et de la langue française, se voit désormais contestée par une jeunesse qui la percevait de plus en plus comme un obstacle au progrès de la société. Bref, au Québec à la fin des années 1950, dans le monde du travail comme dans le monde de la finance et de la recherche, la langue française demeure une langue peu prestigieuse, associée à un monde en retard par rapport au reste du continent nord-américain. 

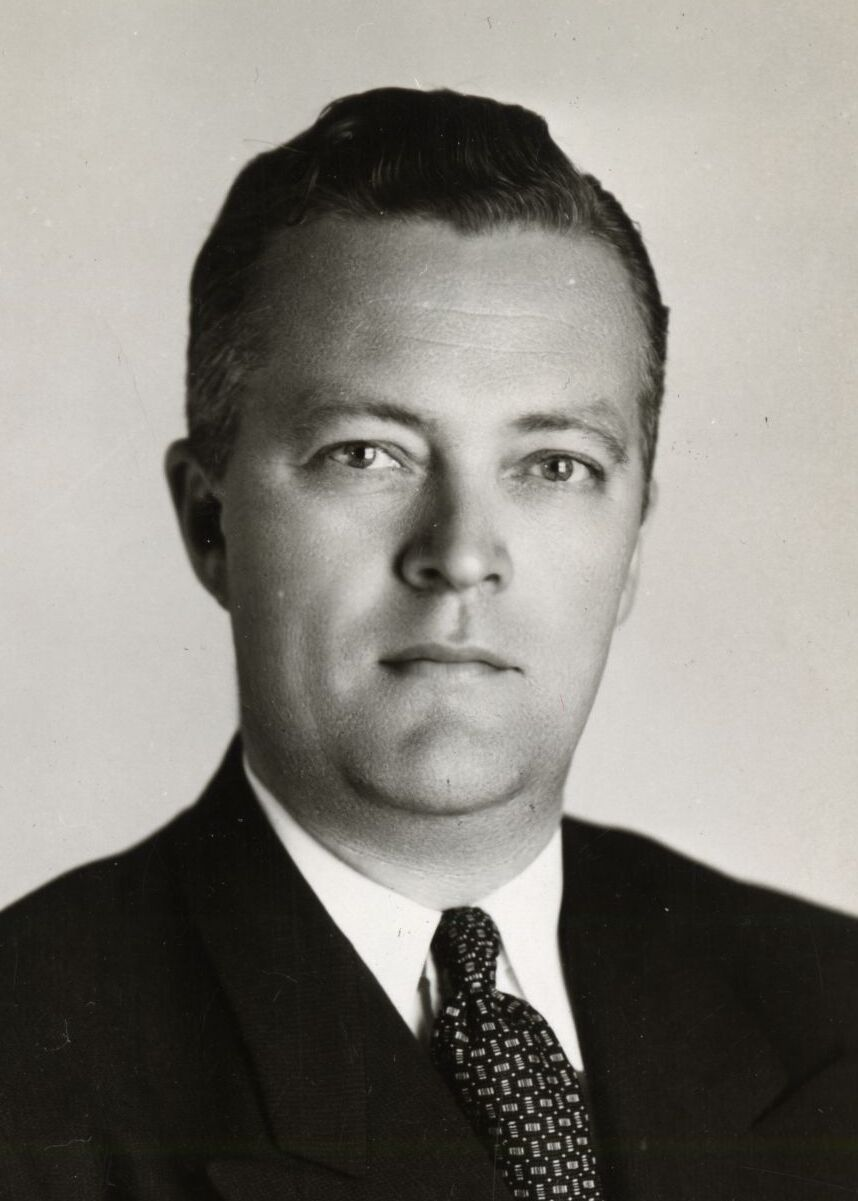
Jean Lesage, premier ministre du Québec élu en 1960.

### Révolution tranquille
En 1960, le Parti libéral dirigé par Jean Lesage est porté au pouvoir. L'arrivée de ce nouveau gouvernement s'accompagne d'une série de réformes politiques et sociales sans précédent dans l'histoire du Québec. Celles-ci donnent à l'État québécois une nouvelle mission : celle de devenir l'État national de tous les Canadiens français. Dans la poursuite de cette mission, le gouvernement du Québec établit de nouveaux liens officiels avec d'autres États, notamment avec la France. Ceci mène à la création de la Délégation générale du Québec à Paris, de l’Agence universitaire de la francophonie et de l'Agence de coopération culturelle et technique (ACCT, ancêtre de l’Organisation internationale de la francophonie.
En parallèle de ces progrès, dans la société québécoise elle-même, les débats politiques font écho à l'état de la langue française. L’écart entre les variétés de français constatés par les lettrés depuis des décennies, malgré les efforts déployés au fil du temps, est perçu comme étant impossible à rattraper.

#### Naissance du terme «joual»
À l'automne 1959, l'éditorialiste André Laurendeau publie une lettre dans Le Devoir dénonçant la piètre qualité du français enseigné dans les écoles du Québec. Quelques jours plus tard, un jeune enseignant du collège d'Alma, le frère Pierre-Jérôme (Jean-Paul Desbiens de son vrai nom), lui répond et confirme ses impressions. Celles-ci sont ensuite publiées à l'automne 1960 dans un livre choc intitulé Les Insolences du Frère Untel. Reprenant le mot émis à l'origine par André Laurendeau, l'auteur qualifie de « joual »la langue parlée et écrite par les écoliers québécois :

« Le mot joual est une espèce de description ramassée de ce que c'est que le parler joual : parler joual, c'est précisément dire joual au lieu de cheval. C'est parler comme on peut supposer que les chevaux parleraient [...]
Nos élèves parlent joual, écrivent joual et ne veulent pas parler ni écrire autrement. [...] Le joual est une langue désossée : les consonnes sont toutes escamotées [...]. On dit : "chu pas capable", au lieu de : je ne suis pas capable; on dit "l'coach m'enweille cri les mit du gôleur", au lieu de : le moniteur m'envoie chercher les gants du gardien, etc... »

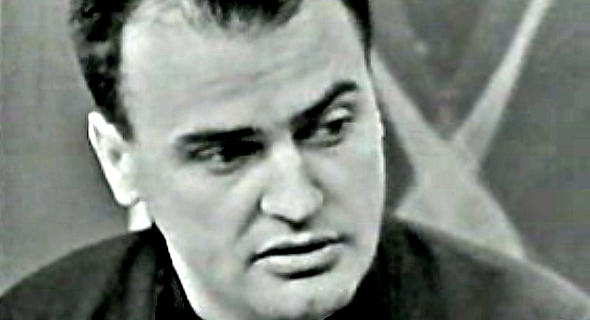
Le Frère Untel (Jean-Paul Desbiens) est celui qui popularise le terme « joual ».

S'appuyant sur des exemples relevés dans des manuels scolaires et dans des travaux de ses propres élèves, il reproche aussi à ses collègues enseignants leur manque de culture. Il critique également les adultes en général pour leur négligence et leur indolence, voyant dans la piètre qualité de la langue parlée et écrite une forme d'abandon collectif :

« Notre inaptitude à nous affirmer, notre refus de l'avenir, notre obsession du passé, tout cela se reflète dans le joual, qui est vraiment notre langue. [...] 
Bien sûr qu'entre jouaux, ils [les élèves] se comprennent. La question est de savoir si on peut faire sa vie entre jouaux. Aussi longtemps qu'il ne s'agit que d'échanger des remarques sur la température ou le sport; aussi longtemps qu'il ne s'agit de parler que du cul, le joual suffit amplement. Pour échanger entre primitifs, une langue de primitif suffit; les animaux se contentent de quelques cris. Mais si l'on veut accéder au dialogue humain, le joual ne suffit plus. [...] 
On est amené ainsi au cœur du problème, qui est un problème de civilisation. Nos élèves parlent joual parce qu'ils pensent joual, et ils pensent joual parce qu'ils vivent joual, comme tout le monde par ici. Vivre joual, c'est Rock'n Roll et hot-dog, party et ballade en auto, etc... C'est toute notre civilisation qui est joual. On ne réglera rien en agissant au niveau du langage lui-même (concours, campagnes de bon parler français, congrès, etc...) C'est au niveau de la civilisation qu'il faut agir. [...] 
Nous vivons joual par pauvreté d'âme et nous parlons joual par voie de conséquence. Je pose qu'il n'y a aucune différence substantielle entre la dégradation du langage et la désaffection vis-à-vis des libertés fondamentales [...] Nos gens n'admirent que machines et technique; ils ne sont impressionnés que par l'argent et le cossu [...]
Quoi faire? C'est toute la société canadienne-française qui abandonne. C'est nos commerçants qui affichent des raisons sociales anglaises. Et voyez les panneaux-réclame tout le long de nos routes. Nous sommes une race servile. Nous avons eu les reins cassés, il y a deux siècles, et ça paraît. »

Cette analyse se retrouve également dans sa critique de l’enseignement de la philosophie dans les universités, où l’écart entre la théorie et la réalité est pointé du doigt.

#### Réforme du système d'éducation
Selon le sociologue Jacques Beauchemin, Les Insolences offrent une synthèse de la critique de la Grande Noirceur vue par ses contemporains. En effet, la critique acerbe du frère Untel de l’enseignement du français et de la propagation du joual comme symbole de défaillance collective ébranle des certitudes ancrées depuis des décennies. En réaction à cette critique, les autorités cherchent aussitôt à intervenir pour corriger la situation : transformer le système d'éducation et l'adapter aux nouveaux besoins de la société.
En 1961, le gouvernement Lesage met sur pied la Commission Parent. Chargée d'enquêter sur la situation de l’enseignement au Québec, la Commission propose des réformes majeures dans le système éducatif : fréquentation scolaire obligatoire jusqu’à l’âge de 16 ans, gratuité scolaire, création de nouvelles écoles secondaires (polyvalentes), de nouveaux collèges offrant des formations préuniversitaires et professionnelles (cégeps) et d’un ministère de l’Éducation. Les buts visés sont de combler le retard de scolarisation des Canadiens français, de corriger les disparités entre les régions et de moderniser les institutions d’enseignement. La Commission préconise également l’autonomie institutionnelle des universités et la création de centres universitaires régionaux. Ces mesures visent à répondre à la croissance démographique et à l’augmentation de la demande en éducation – et, bien sûr, à rehausser le niveau de la langue écrite et parlée.

#### Polémique autour du joual
La parution de l'ouvrage du Frère Untel provoque une véritable polémique au Québec. En réaction, deux camps se forment. D’un côté se trouve le frère Untel et les partisans du « bon français » parlé et écrit. Pour le frère Untel, le joual est dégradant car il incarne une culture de la facilité, de la médiocrité. Il est la conséquence d'une démission collective, d'une société incapable d’élever les esprits ou de s’unifier autour de grands projets et d’idéaux universels. Tout en admettant les conséquences historiques de la Conquête sur la collectivité, le frère Untel refuse que ses semblables justifient leur résignation au nom de leur fidélité au passé, qui les mène finalement au repli sur soi.
En face, d'autres choisissent de prendre la défense du joual. On les trouve chez la revue Parti pris, de même que chez des écrivains comme Jacques Renaud (Le Cassé), André Major, Paul Chamberland (poète, auteur de L'Afficheur hurle), Claude Jasmin (romancier, auteur de Pleure pas, Germaine) et Gérald Godin, animateur de la revue. Cette tendance déborde la littérature et déferle dans le monde musical, avec les textes des chansons de Robert Charlebois, dont plusieurs sont écrits dans cette même langue par le comédien Marcel Sabourin et par le romancier Réjean Ducharme. Enfin, cette vague trouve une tout autre envergure au théâtre dans la pièce Les Belles-sœurs de Michel Tremblay. Ces créateurs se portent à la défense du joual dans un esprit de provocation et de défiance des autorités officielles, cherchant selon eux à dominer et aliéner les Québécois depuis des siècles. Influencés par la théorie du colonialisme, ces défenseurs du joual y voient plus qu'un simple « baragouinage inintelligible », mais un véritable symbole de l'identité et de l'originalité québécoise. Au lieu de s'en défaire, les Québécois devraient donc utiliser le joual avec fierté, notamment car il constitue un moyen d'expression pour une véritable littérature nationale. En effet, pour les collaborateurs de la revue, il n’y a pas de nation sans une littérature digne de ce nom, car le domaine littéraire est essentiel à l’émergence et à l’aboutissement d’une identité en développement.
Les deux camps s'affrontent. La revue Parti pris se voit dénigrée par une élite littéraire préférant le français international au joual,. Pour les tenants du français international, l'utilisation du joual isolait le peuple québécois, le séparant de la France et des autres francophones avec lesquels ils tentaient de renouer des liens. L’idée même de ne pas être compris par un Français à cause d'un trop grand écart linguistique était une grande source d’inquiétude. En revanche, la langue française au Québec subit de nombreux changements importants durant la Révolution tranquille. Le contexte marqué par une forte croissance économique et par une hausse du taux de scolarisation permet la formation d’une nouvelle classe moyenne francophone plus instruite et ouverte sur le monde. Également, le français québécois connaît à partir de cette période un rapprochement relatif avec les autres variétés du reste de la francophonie. Ceci amène une évolution naturelle et spontanée du français au Québec. Aux yeux des défenseurs du joual, les puristes qui, depuis la fin du XIXe siècle, s'étaient calqués sur la France avaient échoué car leur approche n'avait aucune assise sociale. En effet, les Québécois dans l'ensemble ne tenaient pas à utiliser le français international dans leur quotidien,. Malgré l'opposition entre le joual et la norme plus moderne (celle du français international, qui n’est plus la norme localisée à Paris), peu de Québécois aspiraient à ce niveau de langue proposé. Ce modèle de norme demeurait loin de la réalité linguistique québécoise.
Au fil de la décennie, la critique du joual se radicalise. En effet, lors de l'annonce de sa candidature à la succession de Lester Pearson comme chef du Parti libéral (et premier ministre du Canada) en février 1968, Pierre Elliott Trudeau lance une déclaration choc. Critiquant l'intention du gouvernement du Québec de faire adopter une loi pour protéger le français au Québec, le candidat fédéral affirme que les Québécois devraient d'abord cesser de parler un « français pouilleux » (« lousy french ») pour que leur langue mérite d'être protégée.

#### Redéfinition de l’identité linguistique québécoise
Les enjeux reliés à la qualité de la langue au Québec font également écho au débat sur le statut politique des Canadiens français. Perçus dans le Canada anglais non pas comme un peuple à part entière, les Canadiens français étaient pour une majorité d'anglophones une minorité parmi d'autres, accrochée à une langue et à un passé vus comme handicapants.
Le joual, perçu comme dépourvu de raffinement, semblait caractérisé essentiellement par la vulgarité et les jurons. Ceci renforçait l'impression que la langue québécoise était incompréhensible pour les francophones étrangers et qu'elle était l’expression d'un repli sur soi. Cette impression a également suscité la crainte que les Québécois perdent leurs racines et leur identité. En réalité, la polémique du joual a fini par remettre en question toutes ces notions. La redéfinition de l’identité collective des Canadiens français du Québec était devenue nécessaire, en raison des profonds changements sociaux, politiques, familiaux et religieux qui ont marqué cette époque. Le néonationalisme, marquant une rupture avec la société canadienne-française traditionnelle, amenait les Canadiens français à recentrer leur sentiment d'appartenance collectif sur le Québec, et à se désigner désormais comme Québécois. À travers ce processus, le joual a participé malgré lui à façonner la nouvelle identité des Québécois.
Les enjeux reliés à la qualité de la langue au Québec prennent une importance capitale durant cette période de redéfinition collective et nationale. Le débat sur l’identité nationale alimente les questions de langue et de culture, qui se trouvent au cœur même de la définition d'une nation. Comme une nation se définit souvent par le fait qu'elle possède sa propre langue, l’intelligentsia nationaliste émergeant de la Révolution tranquille a mis en avant la langue dans une lutte pour redéfinir la nation québécoise en pleine transformation. Toutefois, la polémique entourant le joual s'estompe graduellement à partir de la crise d’octobre 1970. Elle s'estompe également à la suite d'une certaine prise de conscience de la complexité des rapports entre la littérature et la langue parlée.
Depuis le début du 20e siècle, plusieurs linguistes et littéraires dénonçaient la qualité de la langue au Québec qui, selon eux, ne cessait de se dégrader d’une génération à l’autre. Or, dans la plupart des cas, ceux-ci confondaient l’oral et l’écrit. Ils avaient tendance à caricaturer le langage pour appuyer leur propos : le français du Québec était comparé à celui de la France; le parler de l’ouvrier à celui de l’universitaire. Il était alors conclus que les Québécois s'exprimaient mal. En réalité, le mot « joual » a pris un sens extensif avec le temps. Désignant au départ un groupe précis de la population — les prolétaires urbains de Montréal —, il a fini par désigner le français québécois de manière générale,. Lorsqu’il est devenu évident que le français parlé au Québec n’était pas aussi fortement anglicisé qu’on le pensait, on a progressivement arrêté de le qualifier de « joual ». Néanmoins, avec l’émergence du franglais et d’autres phénomènes linguistiques, le débat demeure ouvert. Le Québec offre ainsi à la francophonie une vision de la diversité linguistique, montrant que le français peut être une langue partagée par différentes communautés avec leurs propres spécificités linguistiques.
À partir des années 1970, il est devenu évident que la majorité des Québécois préféraient un français commun à tous les francophones, rejetant ainsi tout « séparatisme » linguistique. De plus, ils refusaient catégoriquement d’être associés à l’image dégradante véhiculée par le joual. Les débats enflammés qui ont accompagné la publication du Dictionnaire du français plus et, plus encore, du Dictionnaire québécois d’aujourd’hui, portaient principalement sur le rejet de la représentation de leur langue familière et populaire. Les anglicismes et les expressions populaires étaient vivement critiqués. Les Québécois ne contestaient pas nécessairement l’exactitude de cette représentation, mais ils aspiraient à une image plus valorisante d’un français jugé correct, qui les honorerait en premier lieu, mais également aux yeux des immigrants, des anglophones (qui percevaient souvent le français québécois comme un français dialectal) et des autres francophones.

### Époque contemporaine
Le français parlé au Québec, s’il ne correspond pas au joual, ne peut pas être comparé au français parlé à Paris. Cette variété linguistique peut sembler étrangère; bien que perçue comme prestigieuse, cette langue, que les Québécois cherchent à maîtriser et utilisent en grande partie, n’est pas clairement adoptée comme modèle. Deux enquêtes menées dans les années 1970 et en 1993 révèlent que la perception des différences entre le français du Québec et celui de la France est de moins en moins négative. Ce qui est considéré comme répréhensible, ce sont les mots populaires tels que « twit », « hostie », « moué », etc., et non les termes régionaux comme « orignal », « ouaouaron », « bleuet » et autres. Au 21e siècle, les Québécois sont divisés non pas entre le joual (le registre de langue familière et populaire) et le français (le registre soutenu), mais entre le français standard et un français qui reflète leur identité. Tout comme l’idée d’un « Québec indépendant dans un Canada fort » peut traduire un certain idéal politique, les Québécois aspirent à un français de qualité reconnu internationalement, tout en souhaitant une langue qui leur soit propre, dans laquelle ils reconnaissent leurs mots, leur mode de vie et leur environnement social, politique et institutionnel.
Les médias, tels que la radio et la télévision, ont façonné un nouveau modèle de prononciation au Québec, appelé le modèle « radio-canadien », situé entre la norme canadienne et celle du français de France. Ce modèle, adopté par les annonceurs principaux, est reconnu pour sa qualité et est devenu le standard de prononciation au Québec. Contrairement à la norme écrite, qui suit toujours le modèle français, les Québécois préfèrent parler dans un style québécois tout en écrivant dans le français standard. Ce décalage entre la norme prescrite et l’usage québécois persiste depuis l’époque coloniale. L’élite francophone, en quête de prestige et souvent associée à la culture française, n’a pas réussi à développer un modèle d’écriture spécifiquement québécois.

## Caractéristiques

### Particularités et lexique
Comme partout ailleurs dans le monde où le français est la langue maternelle de la population, il existe au Québec deux formes de langue distinctes : 1) le français écrit, le français international, qui est le français parlé à Radio-Canada, et 2) le français oral, qui est le français québécois proprement dit, plus ou moins marqué selon l'appartenance culturelle et sociale des locuteurs. Le joual est une variété basilectale du français québécois, c'est-à-dire une forme de français particulièrement éloignée de la norme.
Le joual montre des particularismes phonologiques, lexicaux et morphosyntaxiques dont l'origine précise est contestée mais qui sont partagés par les autres variétés du français québécois :
1. la diphtongaison des voyelles longues (par exemple, /fɛːt/ « fête » réalisé phonétiquement [faɛ̯t]) ;
2. la réalisation de /ɛ/ comme [a] en syllabe finale ouverte (/ʒamɛ/ « jamais » > [ʒama]; /jetɛ/ « j'étais » > [jeta]) ;
3. la réalisation de /a/ comme [ɑ] ~ [ɔ] en syllabe finale ouverte (« chatte » > [ʃat] : « chat » > [ʃɑ] ~ [ʃɔ]; « platte » > [plat] : « plat » > [plɑ] ~ [plɔ])[63].

Des lexicalismes phonologiques comme /arturne/ pour « retourner », des locutions conjonctives comme à cause que pour « parce que » (quoique celle-ci ne soit qu'un standard imposé par Paris, car au XVIIe siècle, cette locution était bien en usage), ou des expressions comme gratteux pour « avare » appartiennent au français québécois en général et non au joual en particulier.
Ces particularités s'expliquent par des raisons historiques, les Québécois d'aujourd'hui étant les descendants de colons français arrivés dans le Nouveau Monde pendant l'Ancien Régime, apportant avec eux la koinè urbaine de Paris qui était la langue véhiculaire des voyageurs du XVIIe siècle qui évolue depuis en fonction d'une dynamique interne sous-jacente. Cependant, le mot « joual », en tant que tel, n'est probablement pas dû à une transformation phonétique qui a eu lieu sur le territoire québécois. Dans le patois normand, cheval se dit, entre autres, \ʒua\, mais aussi \ʒva\. Il ne s'agit donc pas d'un usage qui soit mauvais, ni même un usage patoisant, mais simplement un usage qui s'éloigne quelque peu de celui de Paris depuis la Révolution française. Il va de soi que les Québécois parlent une langue qui se rapproche beaucoup plus de celle de Molière, et les Parisiens, de celle de Victor Hugo.
Le vocabulaire joual emprunte beaucoup à l'anglais. Ces emprunts et calques de l'anglais s'expliquent historiquement par la proximité et les échanges des populations anglophone et francophone de Montréal. C'est cette caractéristique qui est la plus associée au joual quand celui-ci désigne le français québécois basilectal parlé dans l'est de Montréal. En effet, quand on compare le basilecte de Montréal avec les basilectes de l'extérieur de Montréal (par exemple : le magoua de Trois-Rivières), on constate que de nombreux anglicismes montréalais sont inconnus ailleurs au Québec ou que les locuteurs ailleurs au Québec en ont une connaissance passive qu'ils ont assimilée à la télévision ou au cinéma. Comme partout dans le monde, il y a des expressions dans le français québécois qui diffèrent d'une région à l'autre, voire des expressions dans le joual qui varient d'un quartier à l'autre.
Bien que le joual soit un dialecte oral ne possédant pas de norme d'écriture officielle, les réseaux sociaux populaires, essentiellement écrits, participent à la standardisation du joual écrit de façon de plus en plus normalisée. Avec l’avènement de Facebook, on lit désormais d'une manière standardisée des expressions autrefois uniquement orales.

### Sacres
Les sacres sont des jurons typiquement québécois qui sont fortement identifiés au français québécois basilectal ou au joual. La majorité des jurons est empruntée au vocabulaire liturgique catholique romain, la religion ayant été très présente et ayant joué un rôle central du temps de la colonie jusqu'aux années 1960. Les Québécois en ont tiré l'essentiel du vocabulaire qui leur sert de jurons.

## Sciences du langage

### Le joual en tant que langue créole
La question du créole et de la créolisation du français au Québec, quand elle s’est posée selon l'analyse de Mathilde Dargnat l'a toujours été à propos du joual, c'est-à-dire à propos de la variété la plus dévalorisée socialement), et la plus susceptible de représenter à la fois un contact de langue et une situation de domination économique et culturelle,. Il existe deux grandes tendances de définition des langues créoles. La première, sociohistorique, définit les créoles comme des langues nées au cours des colonisations européennes des XVIIe et XVIIIe siècles, à partir de formes populaires du français. Ces langues étaient utilisées dans le contexte des contacts de population au cours de l'esclavage, ce qui exclut toute assimilation entre la situation québécoise et la situation suggérée pour la genèse d'une langue créole. La seconde, plus générale, fondées sur le « type » linguistique, voit l'existence des créoles comme un phénomène universel de glottogénèse dans un contexte de contacts linguistiques. Cette définition permet d'envisager la zone de contact linguistique entre l'anglais et le français comme une zone de créolisation.

C'est Henri Wittmann qui pose le plus clairement la question du joual comme créole. Sur la base d'une analyse typologique comparative qui combine des aspects lexico-statistiques et morpho-syntaxiques, il définit le joual comme langue hybride plutôt que comme créole, même s'il leur reconnaît un certain nombre d'analogies d'ordre typologique et sociolinguistique »:

« L'hybridation présuppose une situation de diglossie dans laquelle la langue des ancêtres est menacée par une langue de prestige dominante « superordonnée ». La créolisation présuppose que la langue des ancêtres « stigmatisée » n'a pas pu résister aux pressions de la langue dominante et que, par conséquent, la langue subordonnée a déjà cédé sa place à la langue superordonnée. […] Il résulte de l'hybridation un état remanié de la langue des ancêtres dans lequel la langue de pression fait figure d'adstrat. Il résulte de la créolisation un état remanié de la langue dans lequel la langue des ancêtres fait figure de substrat. […] La distinction entre langues créoles et langues hybrides nous amène tout de suite à supposer que le joual a un bagage génétique autre que celui de la créolisation. »

— 
En 2002, Wittmann a abordé le sujet du joual comme créole dans les préjugés de la classe littéraire québécoise, notamment chez Georges Dor.
Dans la controverse du joual, qui opposa les gens qui se sont retrouvés dans la mouvance autour de la revue Parti pris (Jacques Godbout, Michel Tremblay, Pierre Vallières) à André Laurendeau et Jean-Paul Desbiens, Dor avait pris le parti de ces derniers. En 1996, il en avait rajouté en démontrant l'existence d'un décalage structurel significatif entre le meneu-meneu national des Québécois et le français scolaire international, écrit et parlé, notamment au niveau de l'expression des équivalents du verbe être. Dor soulève également l'hypothèse que le joual est un créole. En 1997, un groupe de dix linguistes de l'Université Laval, appuyé par dix autres de leurs collègues, avaient attaqué Dor non pas sur la base de ses opinions sociopolitiques, mais en critiquant l'amateurisme de son analyse linguistique. Wittmann avait défendu la justesse de l'analyse de Dor, notamment en démontrant que, même si le meneu-meneu basilectal des Québécois, joual, magoua, chaouin et autres variétés, n'est pas du créole, il n'y a pas, à l'instar du créole, de verbe être conjugué. Wittmann constate également que le meneu-meneu de Dor n'est pas du joual mais bien du chaouin et que les Québécois de l'extérieur de Montréal sont toujours aussi rébarbatifs pour se reconnaître dans le glottonyme joual qu'en 1973.
Il ressort de la problématique autour de la controverse du joual et du joual comme créole que les termes créole et créolisation sont utilisés ici chez les différents intervenants dans différentes acceptions, scientifiques et populaires.
Du point de vue scientifique, il n'y a fondamentalement que deux définitions pour les termes créole et créolisation :
- Dans ses acceptions sociohistorique, culturelle et anthropologique, on qualifie de « créole » les populations issues de la confrontation, durant la période coloniale du XVIIe siècle au XIXe siècle, entre colons blancs et esclaves dans les Amériques, dans l'océan Indien et dans le golfe de Guinée, ainsi que leurs coutumes et façons de parler. Dans ce contexte, « créolisation » se réfère à une métissage de cultures.
- Dans son acception donnée par la linguistique, une langue créole ou un créole est une variété de langue issue de la nativisation accélérée d'une langue seconde syntaxiquement restructurée dans un contexte social de conversion linguistique. On qualifie de créolisation l'ensemble du processus linguistique de conversion et on entend par « langue seconde restructurée » un pidgin, une koinè ou une autre variété de langue véhiculaire.

Ainsi, le papiamento est une langue créole considérée à la fois sous ses angles sociohistorique et linguistiques. Le joual n'est issu ni d'une relation maître-esclave ni d'une langue seconde non maternelle.
L'usage que font du terme « créole » certains écrivains québécois comme Jean-Paul Desbiens et Georges Dor pour désigner un français « mal parlé » ou « déstructuré » n'est pas scientifique et est ressentie comme une injure raciste par les personnes parlant une langue créole, notamment, au Québec, les Haïtiens qui sont largement représentés dans la population d'aujourd'hui.
Cela étant dit, la population canadienne-française a aussi souffert de discrimination dans son histoire : volonté d'assimilation, lois discriminatoires de certaines provinces, émigration économique vers les États-Unis,, services fédéraux unilingues anglais, sous-représentation dans certains secteurs névralgiques, inégalité des chances dans les entreprises, insultes (dont « Speak white », expression qui inspira un célèbre poème à Michèle Lalonde), etc. Le manque d'éducation et l'omniprésence des cultures anglophone et américaine s'ajoutant à ce statut politique et économique défavorable, il est indiscutable que le français québécois qu'on a appelé joual, langue populaire typiquement altérée par l'anglais ambiant, s'apparente à la deuxième définition. D'ailleurs, si le joual était le fruit d'une simple « cohabitation » de l'anglais et du français, son équivalent devrait exister dans l'anglais du Canada ou, minimalement, de Montréal; or, ce n'est pas le cas.

## Culture
Dans un souci de plus grand réalisme, des créateurs ont décidé d'adopter le joual dans leurs œuvres. Jugée comme familière et souvent dévalorisée, le joual était utilisé dans un premier temps pour la libérer de son étiquette négative. Par la défiance liée à son utilisation, le joual était une forme de rébellion contre une conception élitiste de la culture et de la langue, au nom d'une affirmation plus authentique de l'identité québécoise.
Malgré les critiques, depuis les années 1960, de nombreux créateurs ont adopté le joual dans leurs œuvres, autant dans les pièces théâtre, dans les romans, que dans la poésie et les essais. Le joual s’est également répandu à la radio, à la télévision, au cinéma, dans la chanson populaire et même dans les discours politiques, se normalisant et perdant peu à peu le caractère audacieux lié à son utilisation.

### Cinéma
Jusqu’aux années 1970, le doublage en français du cinéma québécois était principalement effectué en France. Ainsi, la majorité des films étrangers projetés dans les salles de cinéma étaient traduits dans un français qui n’était pas forcément adapté à la réalité linguistique des Québécois. Ce n’est qu’à la fin des années 1970, notamment à la suite de l'adoption de la Charte de la langue française, grâce à des pressions politiques et syndicales, ainsi qu’à l’implication d’associations professionnelles du milieu culturel, que l’industrie du doublage québécois a émergé.

### Théâtre
L'usage du joual au théâtre est l'un des usages ayant causé le plus de controverse dans l'histoire du français québécois. La tradition théâtrale établie au Québec depuis les années 1930 favorisait l’éloquence et la déclamation. L’accent était donc mis sur le respect de la vraisemblance et de l’authenticité linguistique des personnages, selon leur milieu d'origine. À partir des années 1960, les défenseurs du théâtre joualisant cherchent à libérer la langue des acteurs pour leur permettre de trouver une tonalité plus naturelle, en accord avec la voix parlée et le dialogue authentique. Également, afin d’assurer la cohérence linguistique sur scène, l'inclusion du joual dans le théâtre visait à éliminer les incohérences entre les différents accents et niveaux de langage, qui pourraient nuire à la suspension de l'incrédibilité des spectateurs durant la représentation.
Dans ce débat, Michel Tremblay est devenu le chef de file de ce théâtre joualisant avec sa pièce Les Belles-sœurs, puis avec ses créations En pièces détachées, C’t’à ton tour Laura Cadieux et Il était une fois dans l’est. Toutes ces pièces ont été écrites en joual afin de mieux refléter la réalité sociale.
En 1968, Yvon Deschamps, Robert Charlebois, Louise Forestier et Mouffe créent au Théâtre de Quat’Sous L’Osstidcho, une revue théâtrale audacieuse visant à dynamiser la scène culturelle québécoise. Accompagné par Quatuor de jazz libre du Québec, ce spectacle mis en scène par Paul Buissonneau se démarque par son utilisation innovante du joual et son ton provocateur, visant à secouer l’apathie et le fatalisme de la société québécoise. Avec des éléments musicaux et une scénographie éclatée, le spectacle défie les conventions théâtrales et devient un symbole de la créativité et de l’audace artistique de son époque.

### Littérature
Dans le débat public sur la langue parlée au Québec, les écrivains s’imposent comme des acteurs majeurs. Soucieux de participer à une littérature nationale, pour les écrivains indépendantistes en particulier, la quête d’indépendance politique du Québec passe par la rupture avec le passé canadien-français pour se tourner vers un avenir québécois. Dans cette perspective, le joual émerge comme l’un des symboles identitaires les plus complexes et les plus significatifs. Durant les années 1960, le joual est devenu ainsi le reflet même de l’histoire et de la lutte du Québec pour s'émanciper de la domination coloniale anglo-saxonne. Le joual a été particulièrement présent dans la revue Parti pris ainsi que dans les œuvres de ses principaux collaborateurs, dont Jacques Renaud, Gérald Godin, André Major, Paul Chamberland et Laurent Girouard.
À l'opposé, le joual demeure méprisé par plusieurs, le percevant comme une langue abâtardie et de peu de valeur.